# Marie-Ève Gahié
Marie-Ève Gahié (París, 27 de noviembre de 1996) es una deportista francesa que compite en judo.
Participó en los Juegos Olímpicos de París 2024, obteniendo una medalla de oro en la prueba de equipo mixto.
Ganó tres medallas en el Campeonato Mundial de Judo entre los años 2018 y 2024, cuatro medallas en el Campeonato Europeo de Judo entre los años 2017 y 2023, y una medalla de oro en el Campeonato Europeo de Judo por Equipo Mixto de 2022.
En los Juegos Europeos consiguió dos medallas, oro en Bakú 2015 (equipo) y bronce en Minsk 2019 (equipo mixto).

## Palmarés internacional
| Juegos Olímpicos                    | Juegos Olímpicos        | Juegos Olímpicos  | Juegos Olímpicos |
| Año                                 | Lugar                   | Medalla           | Categoría        |
| ----------------------------------- | ----------------------- | ----------------- | ---------------- |
| 2024                                | París (Francia)         | Medalla de oro    | Equipo mixto     |
| Campeonato Mundial                  |                         |                   |                  |
| Año                                 | Lugar                   | Medalla           | Categoría        |
| 2018                                | Bakú (Azerbaiyán)       | Medalla de plata  | –70 kg           |
| 2019                                | Tokio (Japón)           | Medalla de oro    | –70 kg           |
| 2024                                | Abu Dabi (EAU)          | Medalla de plata  | –70 kg           |
| Juegos Europeos                     |                         |                   |                  |
| Año                                 | Lugar                   | Medalla           | Categoría        |
| 2015                                | Bakú (Azerbaiyán)       | Medalla de oro    | Equipo           |
| 2019                                | Minsk (Bielorrusia)     | Medalla de bronce | Equipo mixto     |
| Campeonato Europeo                  |                         |                   |                  |
| Año                                 | Lugar                   | Medalla           | Categoría        |
| 2017                                | Varsovia (Polonia)      | Medalla de bronce | –70 kg           |
| 2020                                | Praga (República Checa) | Medalla de bronce | –70 kg           |
| 2022                                | Sofía (Bulgaria)        | Medalla de oro    | –70 kg           |
| 2023                                | Montpellier (Francia)   | Medalla de oro    | –70 kg           |
| Campeonato Europeo por Equipo Mixto |                         |                   |                  |
| Año                                 | Lugar                   | Medalla           | Categoría        |
| 2022                                | Mulhouse (Francia)      | Medalla de oro    | Equipo mixto     |